# In Memoriam (François-Houle-Album)
In Memoriam ist ein Jazzalbum des François Houle Genera Sextet. Die im Koproduktion mit Rete Due der Radiotelevisione Svizzera  (RSI) vom 23. bis 23. März 2022 im Lara Persia, Studio 2, Lugano-Besso, entstandenen Aufnahmen erschienen am 21. März 2023 auf Clean Feed Records.

## Hintergrund
Dieses Album ist eine Hommage an Ken Pickering (1952–2018), den langjährigen künstlerischen Leiter des Vancouver International Jazz Festival. Er war der beste Freund, Mentor und Unterstützer der Arbeit Houles von dem Moment an, als die beiden sich 1990 trafen, nachdem Houle zum ersten Mal nach Vancouver zog. Die Kompositionen waren nicht als Suite gedacht; als die Stücke entstanden waren, wurde Houle klar, dass es eine verborgene Erzählung gab, die sie als Ganzes zusammenhielt, etwa ein Requiem (als ein Zeichen der Erinnerung, entsprechen dem lateinischen Akkusativ von requies, deutsch „Ruhe“). Als Houle die Musik komponierte, drangen Anklänge an Blaskapellenmärsche, Motetten, Messen und den Blues in das Klanggefüge ein. In den Liner Notes wird Christine Fedina zitiert: „Vielleicht hört man hier und da einen Anflug von Nostalgie in diesen Kompositionen, aber vor allem hört man die Freude, den Humor und die grenzenlose Liebe des menschlichen Geistes!“
Pickerings Talent, Ensembles kanadischer und ausländischer Improvisatoren zu organisieren, spiegele sich in der Zusammensetzung des Sextetts wider, zu dem zwei weitere Kanadier gehören, die inzwischen in New York leben: der Schlagzeuger Harris Eisenstadt und der Bassist Michael Bates, schrieb Ken Waxman. Hinzu kamen zwei Schweizer Spieler, der Posaunist Samuel Blaser und Kornettist/Trompeter Marco von Orelli sowie der französische Pianist Benoît Delbecq, die alle eine gemeinsame Spielerfahrung haben. Die Aufführung wurde vom Canada Council for the Arts unterstützt.

## Titelliste
- François Houle Genera Sextet: In Memoriam (Clean Feed Records CF 624 CD)[2]

1. Stand By 1:40
2. Requiem for KP 10:36
3. Ekphrasis 5:11
4. This Tune… 3:42
5. Gish Gallop 7:36
6. Scarlet 3:29
7. Song L 5:35
8. Deep River 6:11
9. Chorale 6:02

Die Kompositionen stammen von François Houle.

## Rezeption

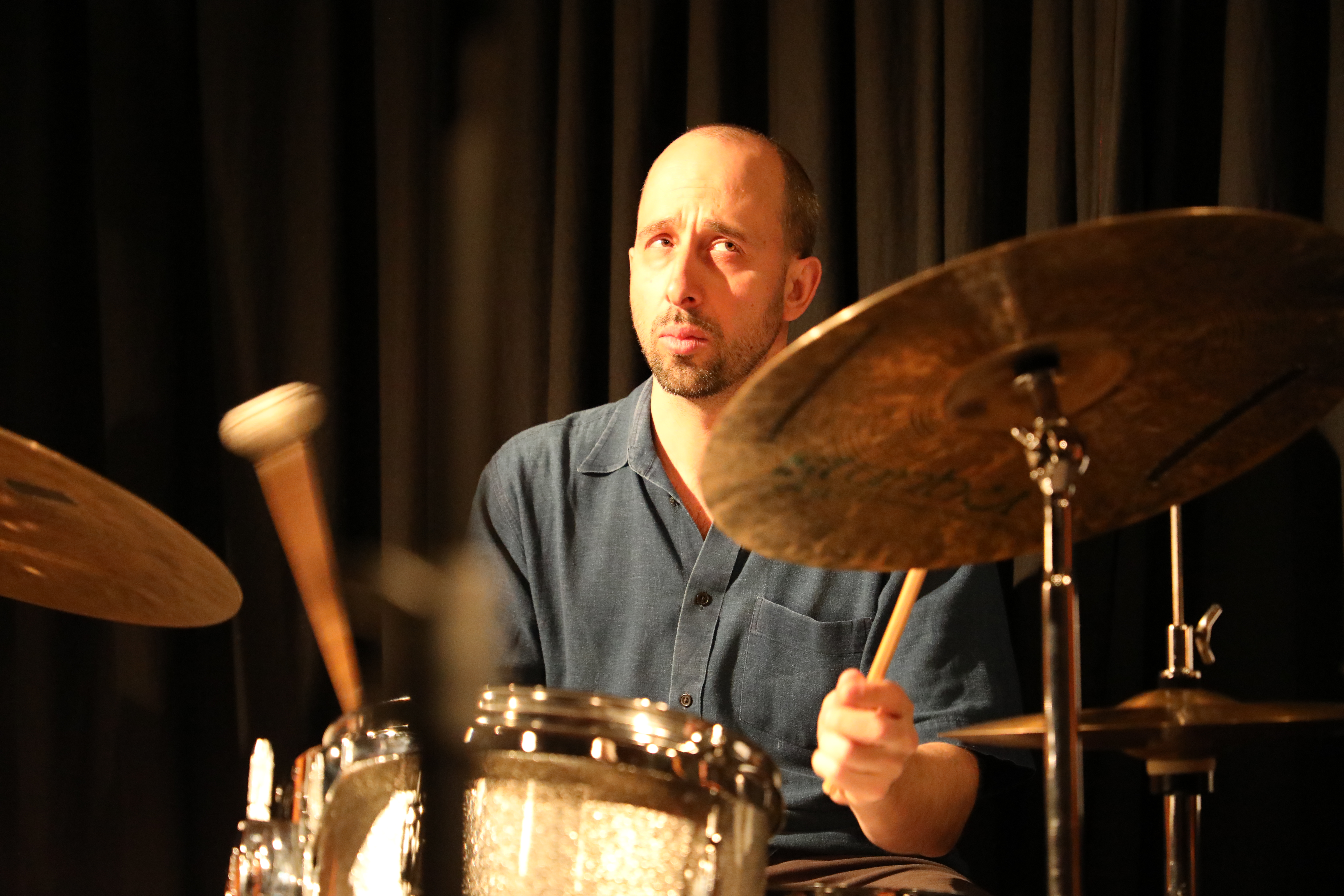
Harris Eisenstadt mit The Fictive Five um Larry Ochs 2019.

Obwohl das Album mit einem kurzen Requiem und einem düsteren Klavier-Kontrapunkt-Bläser-Zwischenspiel in der Mitte eingeleitet werde, würden die meisten Darbietungen dennoch rhythmische und kompositorische Raffinesse und harmonisierte Projektionen widerspiegeln, schrieb Ken Waxman (JazzWord). Die Vielseitigkeit der Bandmitglieder werde dadurch bestätigt, dass die meisten anderen Tracks die Äquivalenz zwischen den beiden Emotionen aufrechterhalten. Bates’ gitarrenartige Geschicklichkeit komme oft ebenso zum Ausdruck wie sein stimmgewaltiger Puls, während Delbecqs gleiche Fähigkeit, intensive Bluesnoten und Staccato-Tastenbeschneidungen auszudrücken, ebenfalls zum Ausdruck komme. Der Beat Eisenstadts könne je nach Bedarf so schwer oder leicht getönt sein, und einige Stücke entwickeln sich abwechselnd mit der gesamten Band und einzelnen Ausdrucksformen. Schöne Musik und ein schönes Denkmal für einen verdienten Musikförderer, so das Resümee.